# Ingerophrynus
Ingerophrynus es un género de anfibios anuros de la familia Bufonidae que incluye doce especies que habitan en Yunnan, provincia de China, Indochina (en las islas Célebes y Nías), las regiones peninsulares de Tailandia, la península de Malaca, Sumatra, Borneo y Java.
Este género fue establecido tras la amplia revisión taxonómica de anfibios realizada en 2006 por el equipo de Darrel R. Frost, del Museo Americano de Historia Natural. Diez de las especies de este género se clasificaban anteriormente en el género Bufo.
En el año 2007, una nueva especie, Ingerophrynus gollum, fue añadida al género. Su nombre hace referencia a Gollum, el personaje de El hobbit y El Señor de los Anillos , creado por J. R. R. Tolkien.

## Especies
Se reconocen las siguientes doce especies según ASW:
| Nombre binomial              | Autor                    |
| ---------------------------- | ------------------------ |
| Ingerophrynus biporcatus     | (Gravenhorst, 1829)      |
| Ingerophrynus celebensis     | (Günther, 1859)          |
| Ingerophrynus claviger       | (Peters, 1863)           |
| Ingerophrynus divergens      | (Peters, 1871)           |
| Ingerophrynus galeatus       | (Günther, 1864)          |
| Ingerophrynus gollum         | Grismer, 2007            |
| Ingerophrynus kumquat        | (Das & Lim, 2001)        |
| Ingerophrynus ledongensis    | (Fei, Ye, & Huang, 2009) |
| Ingerophrynus macrotis       | (Boulenger, 1887)        |
| Ingerophrynus parvus         | (Boulenger, 1887)        |
| Ingerophrynus philippinicus  | (Boulenger, 1887)        |
| Ingerophrynus quadriporcatus | (Boulenger, 1887)        |